# Friedrich Günther von Schwarzburg

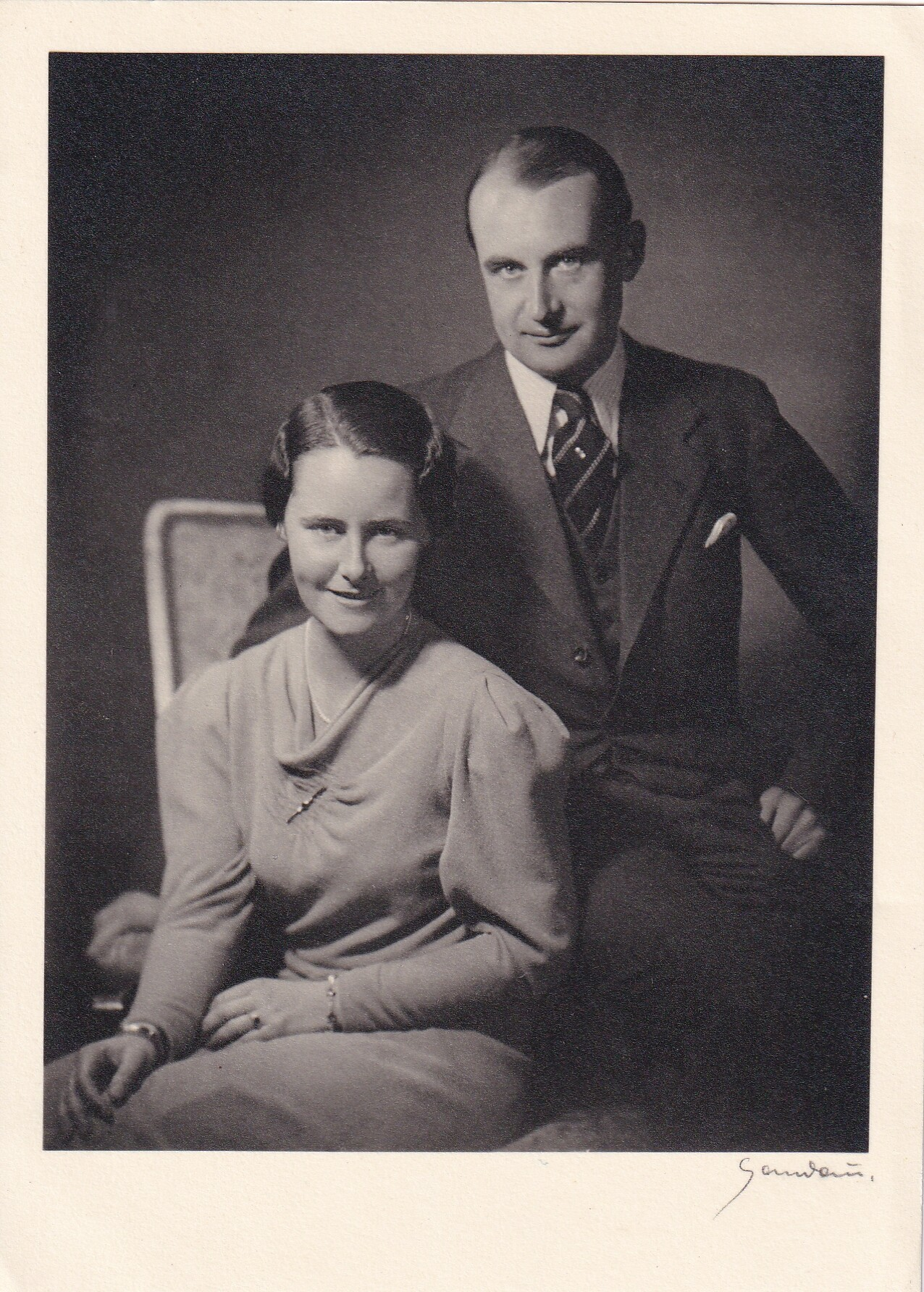
Friedrich Günther von Schwarzburg 1938 mit seiner Gemahlin Sophie von Sachsen-Weimar

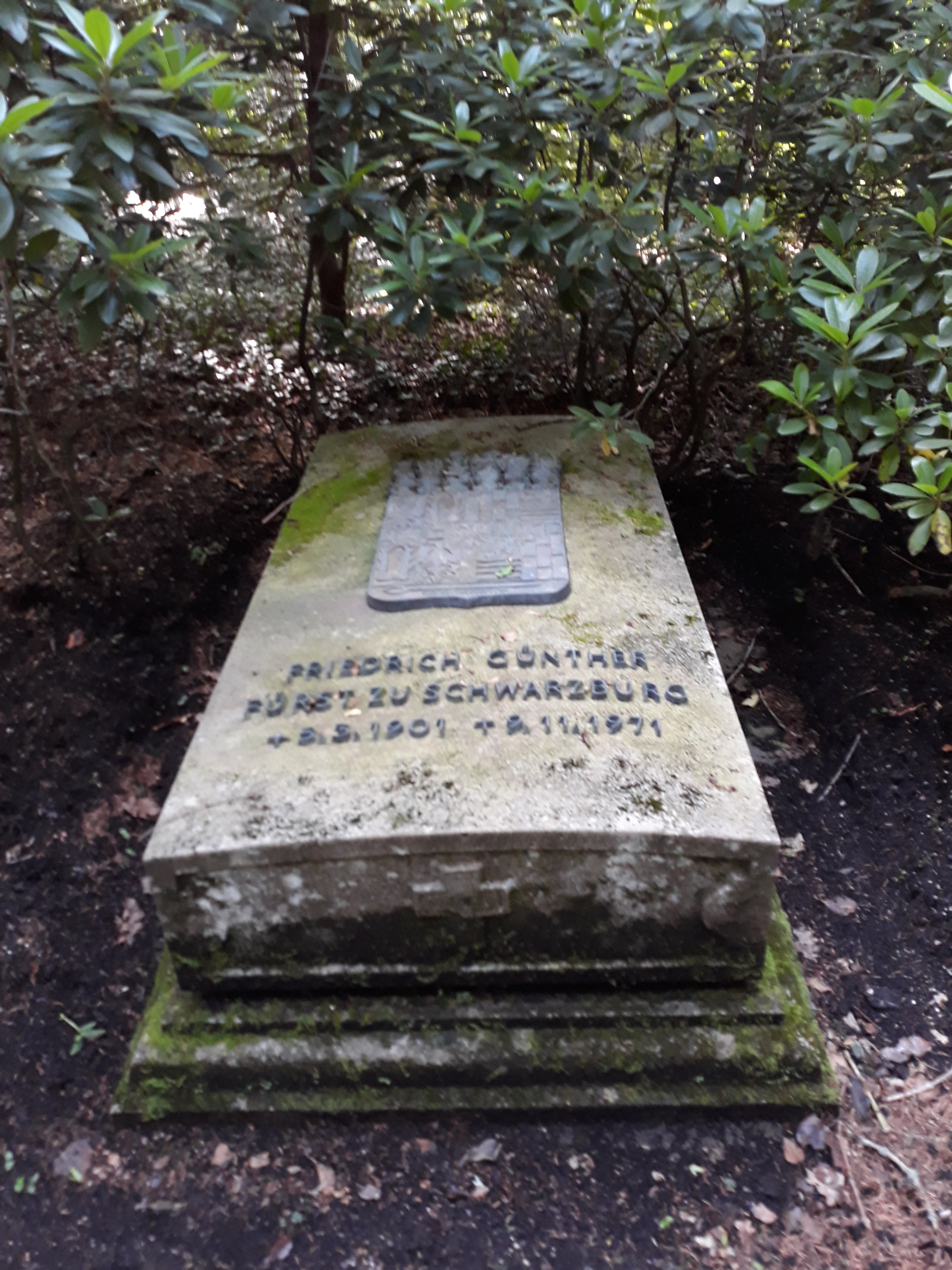
Das Grab von Friedrich Günther von Schwarzburg auf dem Waldfriedhof (München)

Friedrich Günther von Schwarzburg (* 5. März 1901 in Großharthau; † 9. November 1971 in München) war ab 1926 Chef des Hauses Schwarzburg. Als Oberhaupt der Familie führte er den Namen Fürst zu Schwarzburg.

## Leben
Friedrich Günther war der älteste Sohn des Prinzen Sizzo zu Schwarzburg (1860–1926) und der Prinzessin Alexandra von Anhalt (1868–1958), Tochter von Herzog Friedrich I. und Prinzessin Antoinette von Sachsen-Altenburg. Sein Vater war bis zur Novemberrevolution von 1918 der Thronfolger in den beiden Fürstentümern Schwarzburg-Sondershausen und Schwarzburg-Rudolstadt, die von dessen kinderlosem Vetter Günther Victor regiert wurden.

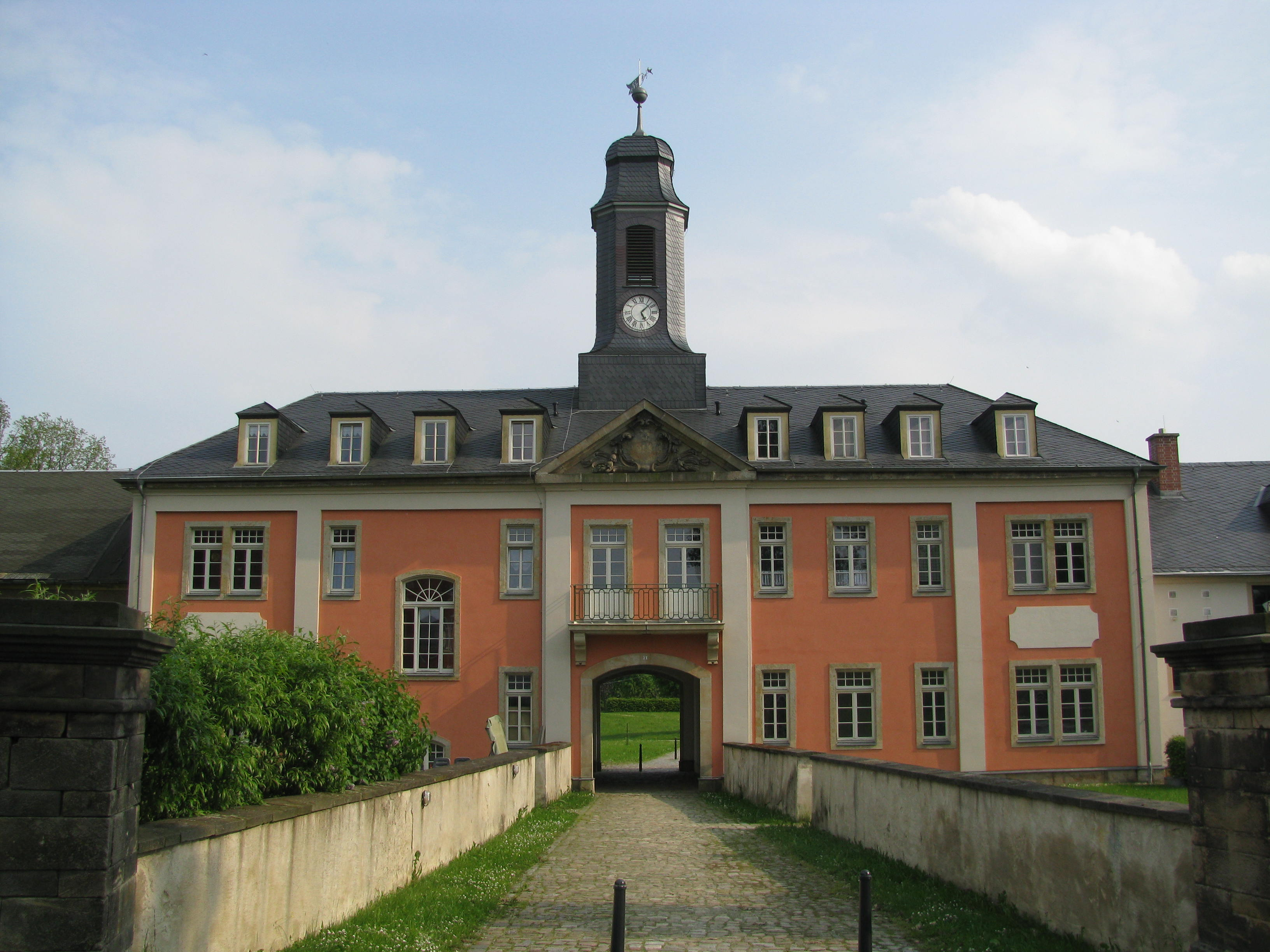
Rittergut Großharthau

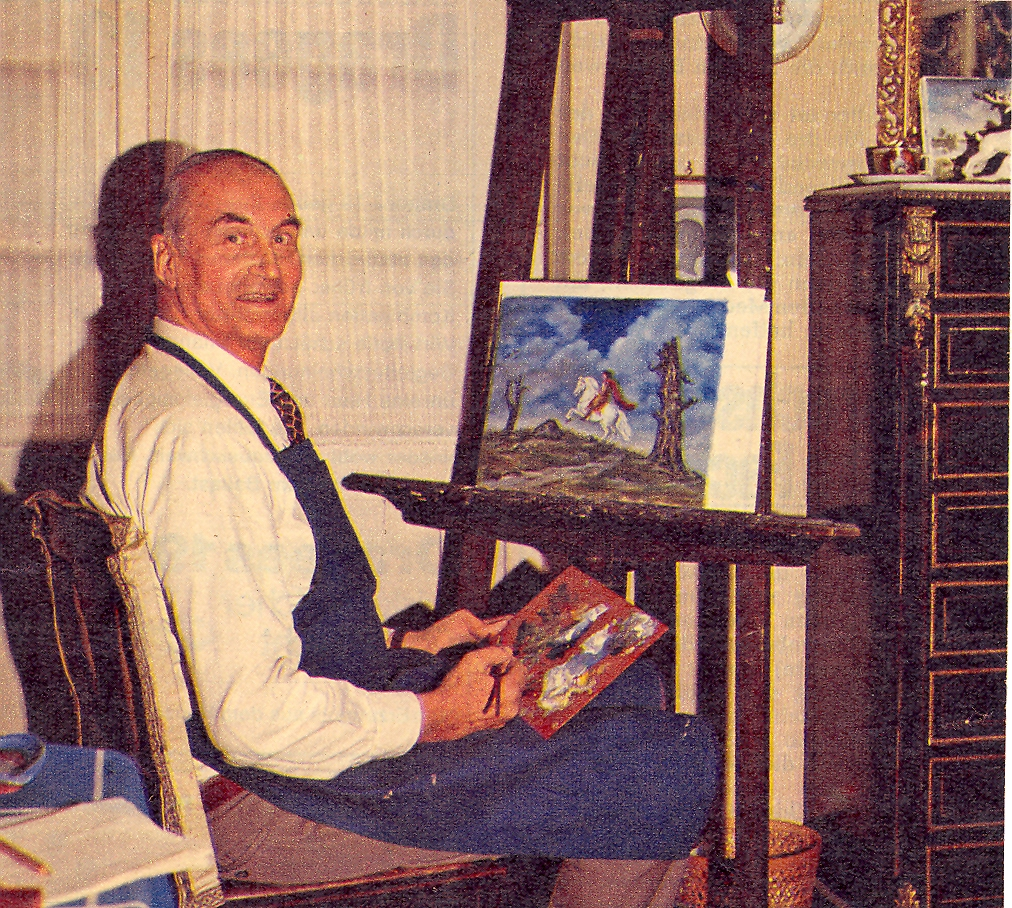
Friedrich Günther von Schwarzburg

Die Kindheit verbrachte der Prinz in Großharthau. Nachdem er in Großharthau Privatunterricht bekommen hatte, ging er auf das Internat im Schloss Bieberstein bei Fulda. Nach dem Abitur in Dresden lernte er die Forstwirtschaft von Grund auf kennen. Am 7. März 1938 fand in Heinrichau/Schlesien die Hochzeit mit Sophie von Sachsen-Weimar-Eisenach (1911–1988), Tochter des Großherzogs Wilhelm Ernst von Sachsen-Weimar-Eisenach, statt. Die Ehe wurde noch im selben Jahr geschieden.
Sein Vater Sizzo war indes nicht testamentarischer Erbe des (bis 1918) letzten regierenden Fürsten Günther Victor geworden, weil er sich mit diesem überworfen hatte, weshalb 1925 dessen Witwe Anna Luise (1871–1951) das verbliebene umfangreiche Privatvermögen erbte und Sizzo auf seine Güter Großharthau und Goldbach beschränkt blieb. Die ehemalige Fürstin schloss jedoch eine Adoption Friedrich Günthers aus, der den Rechtsstreit seines Vaters nach dessen Tod 1926 gegen sie weitergeführt hatte. Im Jahre 1942 entschied sich die letzte Fürstin von Schwarzburg für eine Adoption des Wilhelm von Schönburg-Waldenburg, des jüngsten Sohnes ihres Bruders Ulrich, und damit für dessen Einsetzung als Erbe des Schwarzburger Hausvermögens.
Friedrich Günther nahm am Zweiten Weltkrieg teil und im Frankreichfeldzug wurde er zum Unteroffizier befördert. Er wurde 1943 durch Hitlers Prinzenerlass aus dem Dienst entlassen. Bis Kriegsende kam er nur noch selten nach Großharthau. Im April 1945 flüchtete er aus Großharthau mit dem Fahrrad in Richtung Sächsische Schweiz. Von dort aus ging er weiter nach Heidelberg, wohin ihm seine Mutter 1946 folgte. In der sowjetischen Besatzungszone wurde im September 1945 durch die damalige Landesverwaltung Sachsen die „Verordnung über die landwirtschaftliche Bodenreform“ erlassen, wodurch seine Besitze Großharthau und Goldbach entschädigungslos enteignet wurden. Auch die Fürstinwitwe Anna Luise wurde 1945 enteignet und das Schwarzburger Hausvermögen größtenteils in Volkseigentum überführt, sie wohnte aber noch bis zu ihrem Tode 1951 im Sondershäuser Residenzschloss.
Friedrich Günther lebte nach dem Krieg in Heidelberg und malte gerne Bilder mit Motiven aus Großharthau. Er starb, als letzter männlicher Angehöriger des Fürstenhauses, am 9. November 1971 nicht wiederverheiratet und kinderlos in München. Mit ihm erlosch das Haus Schwarzburg adelsrechtlich im Mannesstamm. Friedrich Günther sorgte jedoch 1969 durch Adoption dafür, dass der Name erhalten blieb und die fürstliche Familie weiter existiert.